# Filosofia da ciência
Filosofia da ciência (do grego Φιλοσοφία της Επιστήμης/Filosofía tes Epistémes) é o campo da pesquisa filosófica que estuda os fundamentos, pressupostos e implicações filosóficas da ciência, incluindo as ciências naturais como física e biologia, e as ciências sociais, como psicologia e economia. Neste sentido, a filosofia da ciência está intimamente relacionada à epistemologia e à ontologia. Mais do que tentar explicar, tenta problematizar os seguintes aspectos:
- a natureza das afirmações e conceitos científicos;
- a forma como são produzidos;
- os meios para determinar a validade da informação;
- como a ciência explica, prediz e, através da tecnologia, domina a natureza;
- a formulação e uso do método científico;
- os tipos de argumentos usados para chegar a conclusões;
- as implicações dos métodos e modelos científicos para a sociedade e para as próprias ciências.

Uma visão é que todas as ciências possuem uma filosofia subjacente independente do que se afirme ao contrário:
Não há tal coisa como ciência livre de filosofia; há apenas ciência cuja bagagem filosófica é tomada a bordos sem examinação —Daniel Dennett, Darwin's Dangerous Idea, 1995.

## Natureza das afirmações e conceitos científicos
A ciência tira conclusões sobre o modo que o mundo é, e o modo que a teoria científica se relaciona a esse mundo. Tira-as por meio de evidências de experimentação, dedução lógica, e pensamento racional a fim de examinar o mundo e os indivíduos que existem dentro da sociedade. Em fazer observações dos indivíduos e seus arredores, a ciência procura explicar os conceitos que estão envolvidos com a vida diária.

### Empirismo
Um conceito central em filosofia da ciência é o empirismo, ou dependência da evidência. Empirismo é a visão de que o conhecimento deriva da experiência do mundo. Nesse sentido, afirmações são sujeitas e derivadas de nossas experiências ou observações. Hipóteses científicas são desenvolvidas e testadas através de métodos empíricos consistindo de observações e experimentos. Uma vez reproduzidos o bastante, a informação resultante conta como evidência sobre as quais a comunidade científica desenvolve teorias que se propõem a explicar fatos sobre o mundo.
Observações envolvem percepção, e então se tem os actos cognitivos propriamente ditos. Isto é, observações não são por si só enquadradas em nossa compreensão de como o mundo funciona; conforme esta compreensão mude, as observações por elas mesmas podem aparentemente mudar.
Os cientistas tentam usar a indução, a dedução e os métodos quase-empíricos e invocar metáforas conceituais chaves para trabalhar as observações em uma estrutura coerente e autoconsistente.

### Realismo científico e instrumentalismo
O realismo científico, ou empirismo ingênuo, é a visão de que o universo é explicado da forma que realmente é pelas afirmações científicas. Realistas defendem que coisas como elétrons e campos magnéticos realmente existem. É ingênuo no sentido de tomar modelos científicos como sendo a verdade.
Em contraste ao realismo, o instrumentalismo defende que as nossas percepções, ideias e teorias científicas não necessariamente refletem o mundo real com precisão, mas são instrumentos úteis para explicar, predizer e controlar nossas experiências. Para um instrumentalista elétrons e campos magnéticos podem ou não podem existir de fato. Para os instrumentalistas, o método empírico é usado para fazer não mais do que mostrar que teorias são consistentes com observações. O instrumentalismo é grandemente baseado na filosofia de John Dewey como também Pierre Duheme, de um modo mais geral, o pragmatismo, o qual foi influenciado por filósofos como Willian James e Charles Sanders Peirce.

### Construtivismo social
Uma área de interesse entre historiadores, filósofos, e sociólogos da ciência é a extensão na qual teorias científicas são moldadas por seus contextos políticos e sociais. Esse conceito é usualmente conhecido construtivismo social. O construtivismo social é em um sentido uma extensão do instrumentalismo que incorpora os aspectos sociais da ciência. Em sua forma mais forte, vê a ciência como um mero discurso entre cientistas, com o fato objetivo desempenhando pouco papel, se desempenhar algum. Uma forma mais fraca da posição construtivista pode defender que fatores sociais desempenham um grande papel na aceitação de novas teorias científicas.
Do lado mais forte, a existência do planeta Marte é irrelevante, desde que tudo o que realmente temos são observações, teorias e mitos, os quais são por si só construídos por interação social. Deste lado, as afirmações científicas são a respeito de uma sobre a outra, e o teste empírico é não mais que algo para verificar a consistência entre diferentes conjuntos de teorias sociologicamente construídas. Esse lado rejeita o realismo. Torna-se difícil, então, explicar como a ciência se difere de qualquer outra disciplina; igualmente, contudo, torna-se difícil dar um parecer do extraordinário sucesso da ciência em produzir tecnologia aplicável.
Do lado mais fraco, pode-se dizer que o planeta Marte tem uma existência real, separada e distinta de nossas observações, teorias e mitos a respeito. Porém as teorias e observações são socialmente construídas, parte do processo de construção envolve assegurar a correspondência de algum tipo com essa realidade. Deste lado, as afirmações científicas são sobre o mundo real. A questão crucial para esse lado é em explicar essa correspondência. Qual era sua maneira a justificação da reivindicação de que as fotos da última leva são em algum sentido mais reais do que o mito romano sobre Marte? É importante, então, para os Construtivistas Sociais considerar como afirmações científicas são justificadas.

### Análise e reducionismo
Análise é a atividade de quebrar uma observação ou teoria em conceitos mais simples a fim de compreendê-los. A análise é tão essencial para a ciência quanto para todos os empreendimentos racionais. Seria impossível, por exemplo, descrever matematicamente o movimento de um projétil sem separar a força da gravidade, o ângulo de projeção e a velocidade inicial. Apenas depois dessa análise é possível formular uma teoria do movimento adequada.
Reducionismo em ciência pode ter vários diferentes sentidos. Um tipo de reducionismo é a crença que todos os campos de estudo estão em última instância sujeitos a explicação científica. Talvez um evento histórico possa ser explicado em termos sociológicos e psicológicos, os quais por suas vezes poderiam ser descritos em termos de psicologia humana, a qual por sua vez poderia ser descrita em termos de química e física. O evento histórico foi reduzido a um evento físico. Isso poderia ser visto como implicação de que o evento histórico não é nada porém evento físico, negando a existência de um fenômeno emergente.
Daniel Dennett inventou o termo greedy reductionism (reducionismo ganancioso) para descrever o pressuposto de que tal reducionismo era possível. Ele afirma que é apenas "má ciência", buscar encontrar explicações que são apelativas ou eloqüentes, mais do que aquelas que estão em uso em predizer um fenômeno natural.
Argumentos feitos contra o reducionismo ganancioso através de referência ao fenômeno emergente confiam no fato de que em sistemas auto-referenciais pode-se dizer conter mais informação do que pode ser descrita por meio de análise individual de suas partes componentes. Exemplos incluem componentes que contêm loops estranhos, organização fractal e atratores estranhos em espaço de fase. Análise de tais sistemas é necessariamente destruidora de informações porque o observador tem de selecionar uma amostra do sistema que possa ser na melhor das hipóteses parcialmente representativa. A teoria da informação pode ser usada para calcular a magnitude de informação perdida e é uma das técnicas aplicadas pela teoria do caos.

## A justificação de afirmações científicas
As mais poderosas afirmações em ciência são aquelas com as mais amplas aplicabilidades, A terceira lei de Newton — "para cada ação há uma reação igual e em sentido contrário" — é uma afirmação poderosa porque se aplica a cada ação, em qualquer lugar, e em qualquer tempo.
Porém não é possível para os cientistas ter testado cada incidência de uma ação, e encontrar uma reação. Como é, então, que eles podem afirmar que a Terceira Lei é em algum sentido verdadeira? Eles têm, é claro, testado muitas, muitas ações, e em cada uma foram capazes de encontrar a reação correspondente. Mas poderemos ter certeza que da próxima vez que testarmos a Terceira Lei, ela se confirmará?

### Indução
Uma solução para esse problema está em confiar na noção de indução. O raciocínio indutivo mantém que se uma situação se sustenta em todos os casos observados, então a situação se sustenta em todos os casos. Então depois de completar uma série de experimentos que suportam a Terceira Lei, está justificado manter que a lei se sustente em todos os casos.
Explicar o porquê de a indução comumente funciona tem sido um tanto problemático. Não se pode usar dedução, o processo usual de se mover logicamente de premissa à conclusão, porque não há um simples silogismo que permite tal movimento. Não importa quantas vezes os biólogos do século XVII observaram cisnes brancos, e em quantas diferentes localizações, não há nenhuma via dedutiva que leve à conclusão de que todos os cisnes são brancos. Isto é assim também, desde que a conclusão teria sido errada, como se tornou mais tarde. Similarmente, é ao menos possível que uma observação será feita amanhã que mostre uma ocasião em que uma ação não é acompanhada por uma reação; o mesmo é verdade para qualquer lei científica.
Uma resposta tem tido de conceber uma forma diferente de argumento racional, uma que não confie em dedução. A dedução permite alguém a formular uma verdade específica de uma verdade geral: todos os corvos são pretos; isto é um corvo; então é preto. A indução meramente permite alguém a formular a probabilidade da verdade de uma série de observações específicas: isto é um corvo e é preto; isto é um corvo e é preto; então a nossa amostra de corvos demonstram que corvos são pretos;
O problema da indução é um dos consideráveis debates e de importância na filosofia da ciência: a indução é certamente justificada, e se for, como?

### Falseabilidade
A outra forma de usar lógica para justificar afirmações científicas, pela primeira vez formalmente discutida por Karl Popper, é a Falseabilidade. Esse princípio afirma que a fim de ser útil (ou mesmo completamente científica), uma afirmação científica ("fato", teoria, "lei", princípio, etc.) tem de ser falseável, isto é, capaz de ser provada como errada. Sem essa propriedade, seria difícil (se não impossível) testar a afirmação científica contra a evidência. A meta da falsificação é reintroduzir o raciocínio dedutivo dentro do debate. Não é possível deduzir uma afirmação geral de uma série de afirmações específicas, mas é possível para uma afirmação específica provar que uma afirmação geral é falsa. Encontrar um cisne negro pode ser suficiente para mostrar que a afirmação geral de que "todos os cisnes são brancos" é falsa.
A falseabilidade ordenadamente escapa do problema da indução, porque ela não faz uso do raciocínio indutivo. Contudo, ela introduz suas próprias dificuldades. Quando uma aparente falsificação ocorre, é sempre possível inserir uma adição a uma teoria que a fará desfalsificada. Então, por exemplo, ornitologistas poderiam simplesmente ter argumentado que o grande pássaro preto encontrado na Austrália não era um membro do gênero Cygnus, mas de algum outro, ou talvez algum novo.
O problema com o falsificacionismo é que há teorias científicas que não são conclusivamente falsificáveis. Isto é, é sempre possível adicionar hipóteses ad hoc a uma teoria para salvá-la da falsificação. Um julgamento de valor está então envolvido na rejeição de qualquer teoria.

### Coerentismo
Ambas indução e falsificação tentam justificar afirmações científicas por referência a outras afirmações científicas. Ambas tentam evitar o problema do critério, no qual qualquer justificação precisa ser por sua vez justificada, resultando em uma regressão infinita. O argumento da regressão tem sido usado para justificar um modo de sair da regressão infinita, o fundamentalismo (Fundacionismo).
De acordo com ERNEST SOSA, in Routledge Encyclopedia of Philosophy, Version 1.0, London: Routledge, alguns fundacionistas podem até ser racionalistas, outros empiristas, mas todos defendem um ponto comum: a existência de crenças especiais, certas e que, de algum modo, não necessitariam de justificação fornecida por crenças anteriores, interrompendo assim o eterno regresso.
O modo no qual afirmações básicas são derivadas da observação complica o problema. A observação é um ato cognitivo; isto é, está a cargo de nossa compreensão existente, nosso conjunto de crenças. Uma observação de um trânsito de Vênus requer uma ampla extensão de crenças auxiliares, como aquelas que descrevem a ótica dos telescópios, a mecânica da montagem dos telescópios, e um entendimento de mecânica celeste. Ao primeiro sinal, a observação não parece ser "básica".
O coerentismo oferece uma alternativa por afirmar que por serem partes de um sistema coerente. No caso da ciência, o sistema usualmente tomado como sendo o conjunto completo de crenças de um indivíduo ou da comunidade de cientistas. W. V. Quine argumentou por um conceito coerentista para ciência. Uma observação do trânsito de Vênus é justificada por ser coerente com nossas crenças sobre ótica, montagem de telescópios e mecânica celeste. Onde esta observação está nas probabilidades de que uma dessas crenças auxiliares será requeridas para remover a contradição.

### A Navalha de Occam
A navalha de Occam é outra notável lapidadora na filosofia da ciência. William of Ockham (Ockhegm, Occam, ou outras muitas grafias) sugeriu que a mais simples contabilização do fenômeno é para ser preferida. Ela não sugere que ela poderia ser verdade, ou ainda provável de ser verdade, embora "mais simples" tenha muitas vezes se tornado mais provável de estar certo (em entender a natureza do evento depois que ele aconteceu) do que "mais complexo".
A Navalha de Occam tem sido frequentemente usada como regra de eliminação para escolher dentre hipóteses igualmente explanatórias (isto é, teorias) sobre um ou mais fenômenos observados.
Porque, geralmente para cada teoria existe um infinito número de variações que são igualmente consistentes com a informação atual, mas predizem diferentes desenrolares em algumas circunstâncias, a Navalha de Occam está implícita em cada instância da pesquisa científica. Como um exemplo, considere a famosa teoria de Newton "para toda a ação há uma reação igual e em sentido contrário". Uma teoria alternativa poderia dizer que "para toda a ação há uma reação igual e em sentido contrário, exceto em 12 de janeiro de 2055 quando a reação terá metade da intensidade". Isso é virtualmente uma adição absurda, viola o princípio da Navalha de Occam principalmente porque é uma adição gratuita, junto com uma infinidade de outras teorias alternativas. Com certeza sem uma regra como a Navalha de Occam jamais haveria alguma justificação filosófica ou prática para os cientistas avançarem qualquer teoria além de suas infinitas competidoras, e a ciência não teria poder preditivo algum.
Além de a Navalha de Occam ser largamente, e filosoficamente compreensível, regra de seleção extra-evidencial usada, existem agora novos conceitos matemáticos similares baseados na teoria da informação que equilibram o poder explanatório com a simplicidade. Tal como a inferência da mínima extensão da mensagem.
A Navalha de Occam é freqüentemente abusada e citada onde é inaplicável. Ela não diz que a contabilização mais simples é para ser preferida apesar de sua incapacidade de explicar resultados anômalos, exceções, ou outros fenômenos em questão. O princípio da falsificabilidade requer que alguma exceção que possa ser reproduzida de forma confiável deveria invalidar a teoria mais simples, e a próxima contabilização mais simples que pode na verdade incorporar a exceção como parte da teoria deveria então ser aceita primeiro.

## Contabilidade social

### Infalibilidade científica
Uma questão crítica em ciência é, até que grau o atual corpo do conhecimento científico pode ser tomado como indicador do que é realmente "verdade" a respeito do mundo físico em que vivemos. A aceitação do conhecimento como se ele fosse absolutamente "verdadeiro" e inquestionável (no sentido da teologia ou a ideologia) é chamada cientificismo.
Entretanto, é comum para os membros do público geral terem a visão oposta de ciência — muitas pessoas leigas acreditam que os cientistas estão fazendo afirmações infalíveis. A ciência serve no processo de tomada de decisões por consenso por pessoas de diversos pontos de vistas éticos e morais vêm para concordarem. Em sociedades seculares e tecnológicas, sem qualquer concepção mais forte de realidade baseados em quaisquer outros terrenos religiosos ou morais, a ciência vem a servir como uma árbitra primária em disputas. Isso pode levar ao abuso do diálogo científico para fins políticos ou comerciais. No entanto, a metodologia científica é hoje a melhor forma de se conhecer e de averiguar a realidade.
Interesse a respeito da grande disparidade entre como cientistas trabalham, e de como seus trabalhos são percebidos levou a campanhas públicas a educarem as pessoas leigas sobre ceticismo científico e o método científico.

### Críticas da ciência
Paul Feyerabend argumentou que nenhuma descrição de método científico pode ser abrangente o bastante para incorporar todos os conceitos e métodos usados pelos cientistas. Feyerabend objetou ao método científico prescritivo nos campos que tal método poderia sufocar e barrar o progresso científico. Feyerabend afirmou: "o único princípio que não inibe o progresso é: tudo vale (anything goes)".

## Expoentes da filosofia da ciência
- Gaston Bachelard
- Ludwik Fleck
- Roger Bacon
- Wolfgang Stegmüller
- Francis Bacon
- Rudolf Carnap
- Nancy Cartwright
- René Descartes
- Paul Feyerabend
- Galileu Galilei
- Robert Grosseteste
- Carl Hempel
- Immanuel Kant
- Thomas Kuhn
- Carlos Ulisses Moulines
- Imre Lakatos
- Ernst Mach
- Edgar Morin
- John Stuart Mill
- Isaac Newton
- Charles Peirce
- Michael Polanyi
- Sir Karl Popper
- Bertrand Russell
- Willard Van Orman Quine
- Mario Bunge
- Richard Swinburne

## Tópicos de filosofia da ciência
- Causalidade
- explicação
- Conceito de teoria
- Termos teóricos
- Ajuste de curva
- Problema de demarcação
- dualidade
- Fé e racionalidade
- Livre arbítrio e determinismo
- filosofia da matemática
- filosofia da física
- filosofia do espaço tempo
- problema do critério
- simplicidade
- uniformitarianismo
- Inobservável
- filosofia da química